# Essendon
Essendon is een civil parish in het bestuurlijke gebied Welwyn Hatfield, in het Engelse graafschap Hertfordshire.